# Elsa Fornero
Elsa Fornero (San Carlo Canavese, 7 mei 1948) is een Italiaanse econome, hoogleraar en politica. Ze was van 2011 tot 2013 Italiaanse Minister van Werk, Welzijn en Gelijke Kansen.
Fornero is hoogleraar economie aan de Universiteit van Turijn. Ze houdt zich vooral bezig met studies over welvaart, sociale zekerheid en pensioenfondsen. Ze is lid van verschillende wetenschappelijke instituten en adviesraden. Ze schreef, samen met Mario Monti, onder andere ‘Manuale italiano di microeconomia’. Ze schreef ook artikelen voor de zakenkrant Il Sole 24 Ore.
Elsa Fornero had van 1993 tot 1998 een mandaat als gemeenteraadslid in Turijn. Op 16 november 2011 werd ze door Mario Monti gevraagd als Minister van Werk, Welzijn en Gelijke Kansen in het Kabinet-Monti. In december 2011 barstte ze in tranen uit op een persconferentie toen ze de bezuinigingen in het pensioenstelsel moest voorstellen. Fornero is onafhankelijk.